# Morisyen
Morisyen ist die französisch basierte Kreolsprache auf Mauritius.
80,5 % der Bevölkerung (Zensus 2000), etwa eine Million Menschen, sprechen Morisyen als Muttersprache. Der Rest der Bevölkerung Mauritius’ spricht Morisyen als Zweit- oder Verkehrssprache.
Morisyen ist mit den Kreolsprachen von den Seychellen (Seselwa) und von Réunion eng verwandt und gehört daher zur Familie des Bourbonnais-Kreolisch. Typisch ist die Ersetzung von stimmlosen und stimmhaftem sch durch den entsprechenden s-Laut. Die Laute ö und ü werden entrundet, also zu e und i. Die Nasalierung bleibt erhalten.

## Sprachprobe
Als Sprachprobe sei hier das Vaterunser angeführt:
| Kreolisch | Französisch |
| --- | --- |
| Nou Papa ki dan lesiel Fer rekonet ki to nom sin, Fer ki to regn vini, Fer to volonte akonpli, Lor later kouma dan lesiel. Donn nou azordi dipin ki nou bizin. Pardonn-nou nou bann ofans, Kouma nou ousi pardonn lezot ki finn ofans nou. Pa les nou tom dan tantasion Me tir nou depi lemal. | Notre Père qui es aux cieux! Que ton nom soit sanctifié; que ton règne vienne; que ta volonté soit faite sur la terre comme au ciel. Donne-nous aujourd'hui notre pain quotidien; pardonne-nous nos offenses, comme nous aussi nous pardonnons à ceux qui nous ont offensés; ne nous induis pas en tentation, mais délivre-nous du malin. |